# Liste von Filmen über Rap
Die Liste bietet einen Überblick von relevanten Filmproduktionen über Rap bzw. Rapper.

## Titel-Liste
| Filmtitel                              | Land | Jahr | Regisseur           | Anmerkung |
| -------------------------------------- | ---- | ---- | ------------------- | --- |
| 8 Mile                                 | USA  | 2002 | Curtis Hanson       | Eminem in der Rolle des jungen Rappers Jimmy Smith Jr. alias „Rabbit“, mit diversen Parallelen zu seiner eigener Biographie. Neben Eminem stehen auch Xzibit, Proof und Obie Trice vor der Kamera |
| All Eyez on Me                         | USA  | 2017 | Benny Boom          | Filmbiografie über den Rapper Tupac Shakur |
| Blutzbrüdaz                            | D    | 2011 | Özgür Yıldırım      | Rap-Komödie mit den Rappern Sido und B-Tight in den Hauptrollen und Alpa Gun, Tony D, DJ Desue und Liquit Walker in Nebenrollen.                                                                  |
| CB4                                    | USA  | 1993 | Tamra Davis         | Rap-Komödie mit Cameo-Auftritten von Ice-T, Ice Cube, Flavor Flav, Eazy-E und Butthole Surfers |
| Freestyle: The Art of Rhyme            | USA  | 2000 | Kevin Fitzgerald    | Dokumentarfilm über die Kunst des Freestyle-Rap |
| Get Rich or Die Tryin’                 | USA  | 2005 | Jim Sheridan        | Der Rapper 50 Cent spielt die Hauptrolle, die in Teilen biografisch an sein bisheriges Leben angelehnt ist.                                                                                       |
| Ghetto Superstar (OT: Turn It Up)      | USA  | 2000 | Robert Adetuyi      | Die Hauptrollen spielen Pras Michel und Ja Rule. Faith Evans ist ebenfalls vor der Kamera zu sehen                                                                                                |
| Hustle & Flow                          | USA  | 2005 | Craig Brewer        | Im Film hat der Rapper Ludacris eine Nebenrolle |
| Krush Groove                           | USA  | 1985 | Michael Schultz     | Einer der ersten Filme zum Thema Rap überhaupt, mit Run-D.M.C., The Fat Boys, Sheila E. und weiteren                                                                                              |
| Malibu’s Most Wanted                   | USA  | 2003 | John Whitesell      | Rap-Komödie |
| Notorious B.I.G.                       | USA  | 2009 | George Tillman, Jr. | Biographischer Film über das Leben des Rappers Notorious B.I.G. |
| Slam                                   | USA  | 1998 | Marc Levin          | Independent-Film |
| Something from Nothing: The Art of Rap | USA  | 2012 | Ice-T               | Dokumentarfilm von Ice-T über die Kunst des Raps, mit diversen Interviews mit namhaften Personen der Rap-Szene.                                                                                   |
| Straight Outta Compton                 | USA  | 2015 | F. Gary Gray        | Filmbiografie der Hip-Hop-Crew N.W.A |
| Tupac: Resurrection                    | USA  | 2003 | Lauren Lazin        | Dokumentarfilm über das Leben und den Tod des Rappers Tupac Shakur. |
| Zeiten ändern dich                     | D    | 2010 | Uli Edel            | Autobiografie des Rappers Bushido. Vor der Kamera ist Bushido selbst zu sehen und neben ihm Fler, Kay One, Nyze und Karel Gott                                                                    |
| Patti Cake$ – Queen of Rap             | USA  | 2017 | Geremy Jasper       | Drama über eine fiktive Rapperin aus New Jersey, die an ihrem Durchbruch arbeitet. |